# Sibi, Pakistan
Sibi är huvudort för ett distrikt med samma namn i den pakistanska provinsen Baluchistan. Folkmängden uppgick till cirka 65 000 invånare vid folkräkningen 2017.